# هاچی کوون (آرکانزاس)
هاچی کوون (به انگلیسی: Hatchie Coon) یک منطقهٔ مسکونی در ایالات متحده آمریکا است که در آرکانزاس واقع شده است. هاچی کوون ۶۶٫۱۴ متر بالاتر از سطح دریا قرار دارد.